# Jesper Ljung
Jesper Pierre Ljung (31 dicembre 1973) è un allenatore di calcio ed ex calciatore svedese, di ruolo centrocampista.

## Carriera

### Giocatore

#### Club
Ljung giocò con la maglia del Ljungby e del Kalmar AIK, prima di trasferirsi all'Helsingborg. Dal 1998 al 2000, fu in forza ai danesi del Vejle, per poi tornare in patria e giocare al Landskrona BoIS. Nel 2003 fu ingaggiato dal Raufoss, all'epoca militante nella 1. divisjon. Esordì in squadra il 24 agosto, nella vittoria per 2-7 sul campo dello Start. Tornò poi in patria per giocare nell'Häcken, dove chiuse la carriera nel 2007.

### Allenatore
Ritiratosi dall'attività agonistica, nel 2008 diventò allenatore dell'Holmalund, incarico che ricoprì fino al 2009. Dopo un anno in cui guidò la formazione Under-19 dell'Häcken, nel 2011 fu scelto per guidare il Trollhättan in terza serie.
Lasciò il Trollhättan solo al termine della stagione 2014, per salire in Superettan al GAIS, inizialmente come vice del suo omonimo Per-Ola Ljung, e poi come capo allenatore dopo l'esonero di quest'ultimo avvenuto nell'ottobre 2015.